# Regina Pawłowska (profesor)
Regina Pawłowska (ur. 22 września 1935 w Mohylewie, zm. 19 kwietnia 2021) – polska uczona, filolog, językoznawca, profesor nauk humanistycznych.

## Życiorys
Urodziła się w Mohylewie nad Dnieprem jako córka Polki Marii z domu Kornaczewicz-Pieczoro i Rosjanina Pawła Mitrofanowicza Jefimowa, który zginął podczas II wojny światowej. Wraz z rodziną została repatriowana do Polski, we wrześniu 1945 z matką i młodszym bratem Bronisławem zamieszkała w Gdańsku. Z uwagi na trudną sytuację materialną wraz z bratem przez kilka lat przebywała w domu dziecka na Oruni, który prowadziło Zgromadzenie Sióstr Franciszkanek Rodziny Maryi. Ukończyła VII Liceum Ogólnokształcące w Gdańsku, a w 1957 polonistykę na Wydziale Filologiczno-Historycznym Wyższej Szkoły Pedagogicznej w Gdańsku. Została zatrudniona na tej uczelni (w Katedrze Języka Polskiego) i następnie na Uniwersytecie Gdańskim, przechodząc kolejne stopnie kariery naukowej. Pracowała początkowo także jako nauczycielka języka polskiego w szkołach średnich. W 1965 przeszła do pracy w Katedrze Metodyki WSP, a po utworzeniu UG w 1970 do Zakładu Metodyki Nauczania Literatury i Języka Polskiego. W 1968 uzyskała stopień naukowy doktora na podstawie pracy zatytułowanej Z dziejów języka polskiego w Gdańsku w XVII wieku. Habilitowała się w 1993 w oparciu o rozprawę zatytułowaną Kształcenie umiejętności czytania. 12 marca 2003 otrzymała tytuł profesora nauk humanistycznych. W pracy naukowej specjalizowała się w zakresie językoznawstwa oraz metodyki nauczania literatury i języka polskiego. Była członkinią gdańskiego oddziału Towarzystwa Miłośników Języka Polskiego, w 2019 została uhonorowana tytułem honorowej członkini tego towarzystwa.
Pochowana na cmentarzu Witomińskim w Gdyni (sektor 4/14/2).

## Wybrane publikacje
- Z dziejów języka polskiego w Gdańsku: stan wiedzy o polszczyźnie w XVII wieku, Wydawnictwo Morskie, Gdańsk 1970.
- Fonetyka języka polskiego nauczanego w Gdańsku w XVII wieku, Zakład Narodowy im. Ossolińskich, Wrocław 1979.
- Lingwistyczna teoria nauki czytania, Wydawnictwo Uniwersytetu Gdańskiego, Gdańsk 1992.
- Metodyka ćwiczeń w czytaniu, Wydawnictwo Uniwersytetu Gdańskiego, Gdańsk 2002.
- O porozumieniu językowym w nauce i szkole, Wydawnictwo Uniwersytetu Gdańskiego, Gdańsk 2005.

## Odznaczenia i wyróżnienia
W 2012 prezydent Bronisław Komorowski, za wybitne zasługi dla niepodległości Rzeczypospolitej Polskiej, za oddanie dla sprawy przemian demokratycznych w kraju, za osiągnięcia w pracy zawodowej i społecznej, odznaczył ją Krzyżem Oficerskim Orderu Odrodzenia Polski.
W 1999 otrzymała Medal Księcia Mściwoja II (1999).